# Wyspa Jensa Munka
Wyspa Jensa Munka (ang. Jens Munk Island) – wyspa na Oceanie Arktycznym, w Archipelagu Arktycznym, położona przy południowym wybrzeżu Ziemi Baffina. Administracyjnie należy do Kanady i wchodzi w skład terytorium Nunavut. Jej powierzchnia wynosi ok. 920 km². Wyspa została nazwana na cześć duńskiego żeglarza i odkrywcy Jensa Munka.